# Деражня (село)
Дера́жня — село в Україні, у Ямпільській селищній громаді Шосткинського району Сумської області. Населення становить 44 осіб. До 2020 орган місцевого самоврядування — Шатрищенська сільська рада.

## Географія
Село Деражня знаходиться біля витоків річки Деражня, нижче за течією на відстані 2 км розташоване село Шатрище. До села примикає великий лісовий масив (сосна).

## Назва
Слово давньоруського походження і означає місце первинного обробітку деревини.

## Історія
Село засноване біля витоків річки Деражни після 1863 року.
12 червня 2020 року, відповідно до розпорядження Кабінету Міністрів України № 723-р «Про визначення адміністративних центрів та затвердження територій територіальних громад Сумської області», село увійшло до складу Ямпільської селищної громади.
19 липня 2020 року, в результаті адміністративно-територіальної реформи та ліквідації Ямпільського району, село увійшло до складу новоутвореного Шосткинського району.